# ウォロディミル・ゼレンスキーのイギリス訪問
ウォロディミル・ゼレンスキーのイギリス訪問(ウォロディミル・ゼレンスキーのイギリスほうもん)は、2023年2月8日にウクライナのウォロディミル・ゼレンスキー大統領がイギリスを訪問した。滞在中にリシ・スナク首相と面会した。ウェストミンスター宮殿にあるウェストミンスター会堂で下院議員に向けての演説を行い、チャールズ3世とともに聴衆の前に姿を見せた。ロシアのウクライナ侵攻以降では2022年のアメリカ合衆国訪問に次いで2度目の外国訪問であった。

## 背景
2022年2月24日、ロシアは2014年に始まったウクライナ紛争を拡大させる形でウクライナへの侵攻を開始した。紛争中、ウクライナへの軍事支援がイギリスを含む多くの国から提供された。2022年にイギリス政府は230億ポンドのウクライナ支援を行った。

## イギリス訪問

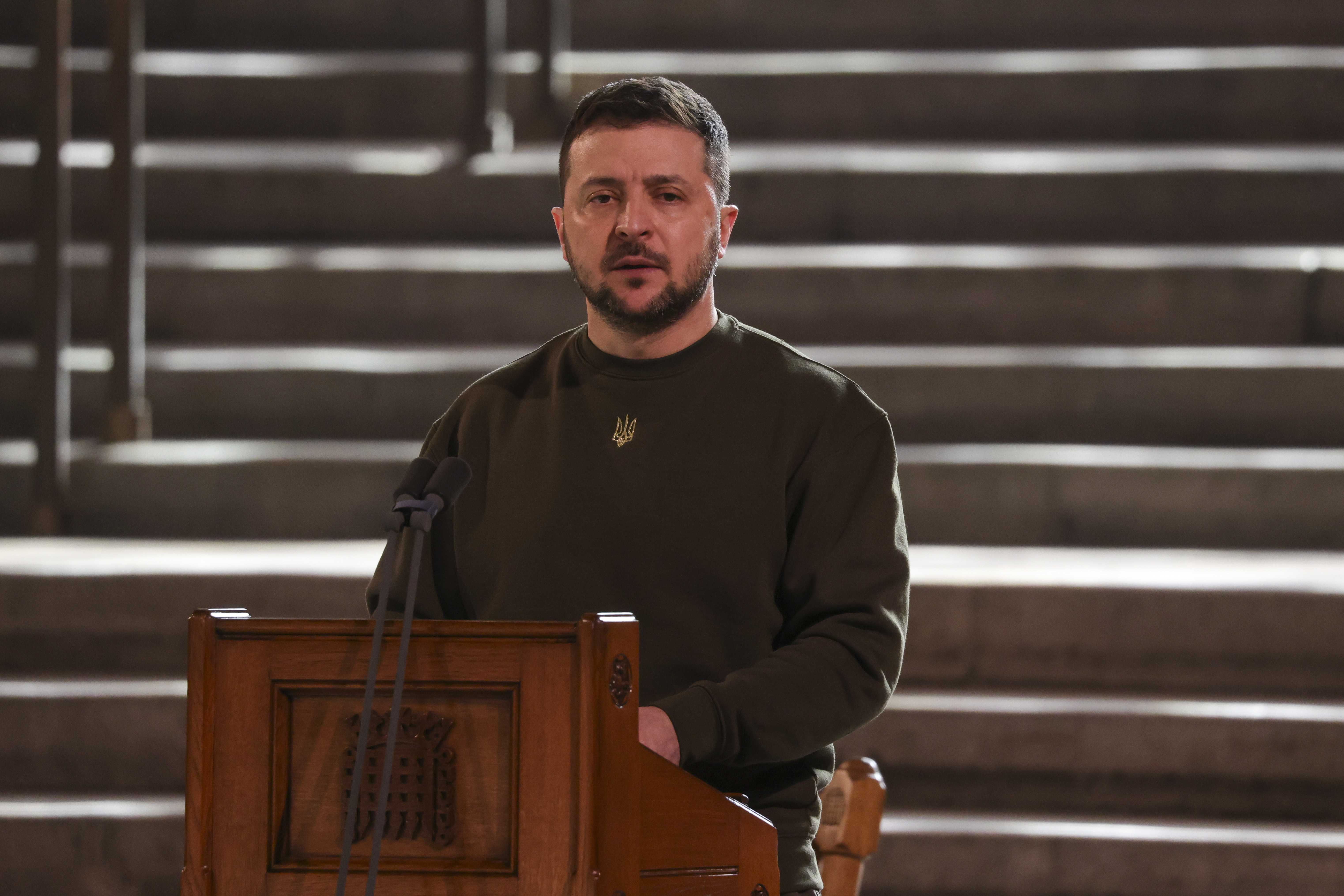
イギリス議会下院で演説を行うゼレンスキー大統領

### リシ・スナク首相との面会
ゼレンスキー大統領はボーイング社の軍用長距離輸送機であるC-17（シリアルナンバー：ZZ178）に搭乗し、ポーランドのジェシュフ＝ヤションカ空港を経由してロンドン・スタンステッド空港まで移動した。リシ・スナク首相がロンドン・スタンステッド空港の駐機場で大統領を出迎え、ダウニング街に招き入れた。

### 下院での演説
大統領はウェストミンスター宮殿のウェストミンスター会堂で下院議員に向けて演説を行い、スタンディングオベーションを受けた。

### チャールズ3世とともに
大統領はチャールズ3世とともに聴衆の前に姿を見せた。

### 軍への訪問
大統領はドーセット州のラールワース・キャンプで訓練をしているウクライナ兵を訪問した。

## ギャラリー

President Zelenskyy during 2023 trip to the UK
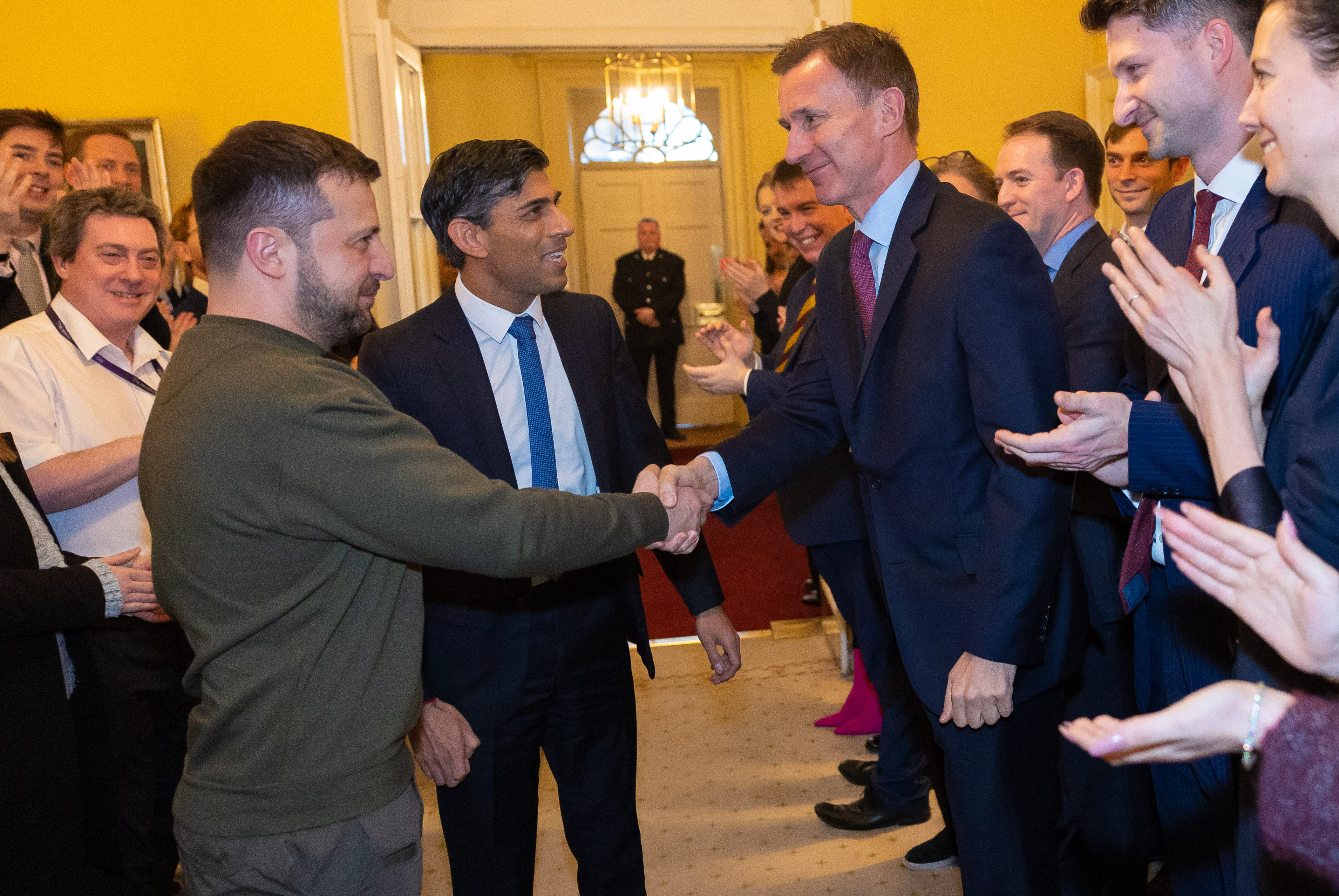
ダウニング街10番地のスタッフの歓迎を受けるゼレンスキー大統領
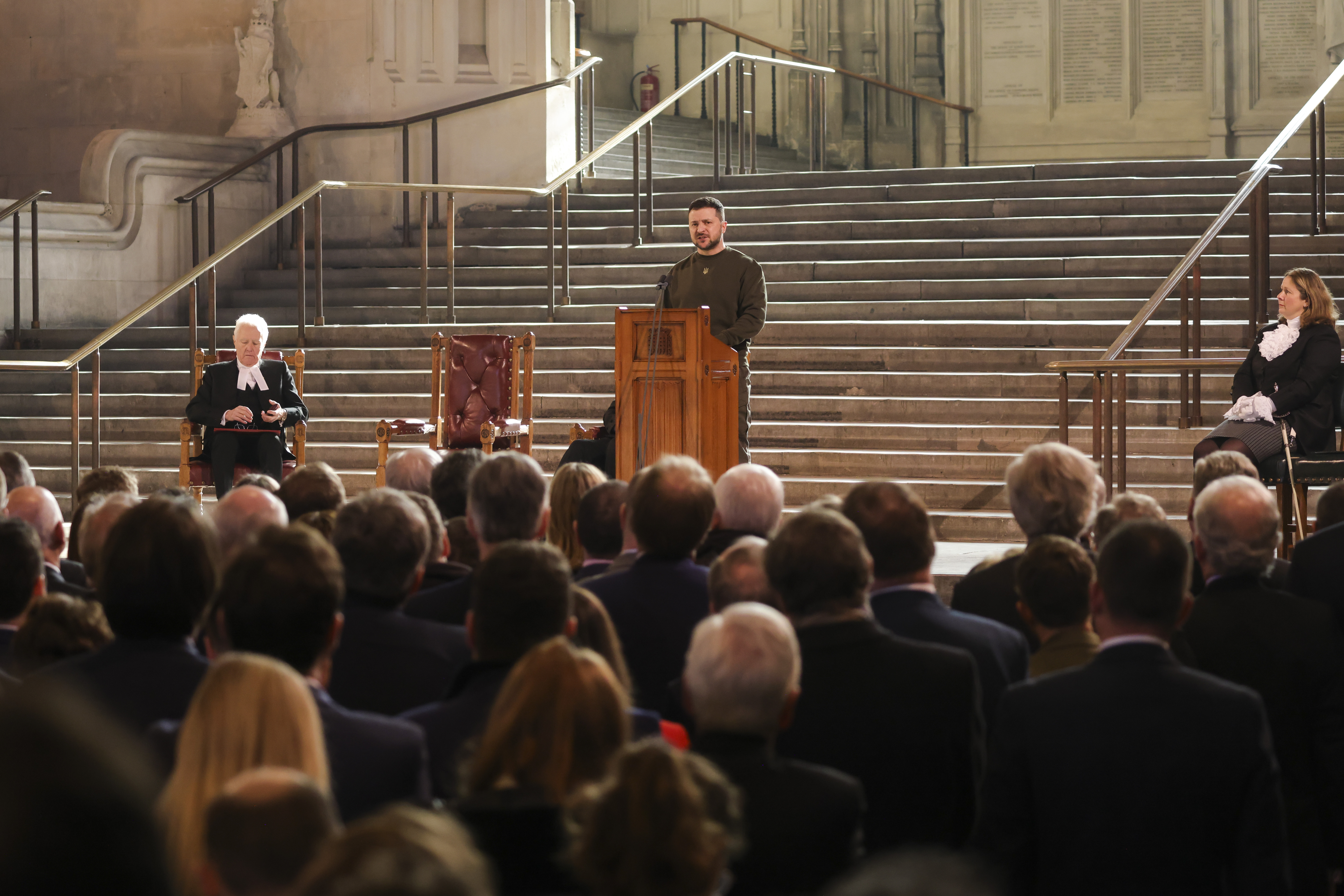
ウェストミンスター会堂で下院議員を前に演説を行うゼレンスキー大統領
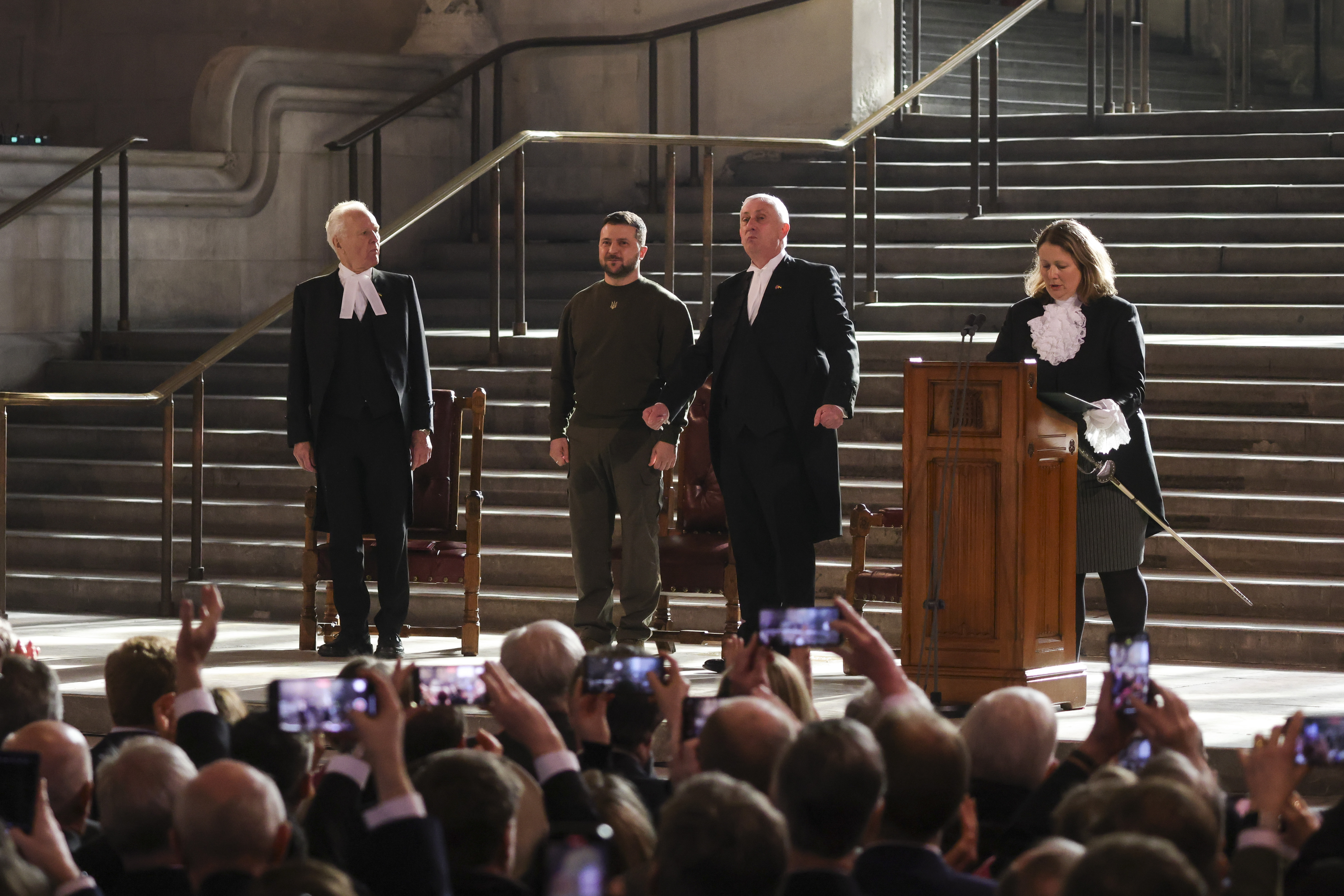
演説後にスタンディングオベーションを受けるゼレンスキー大統領
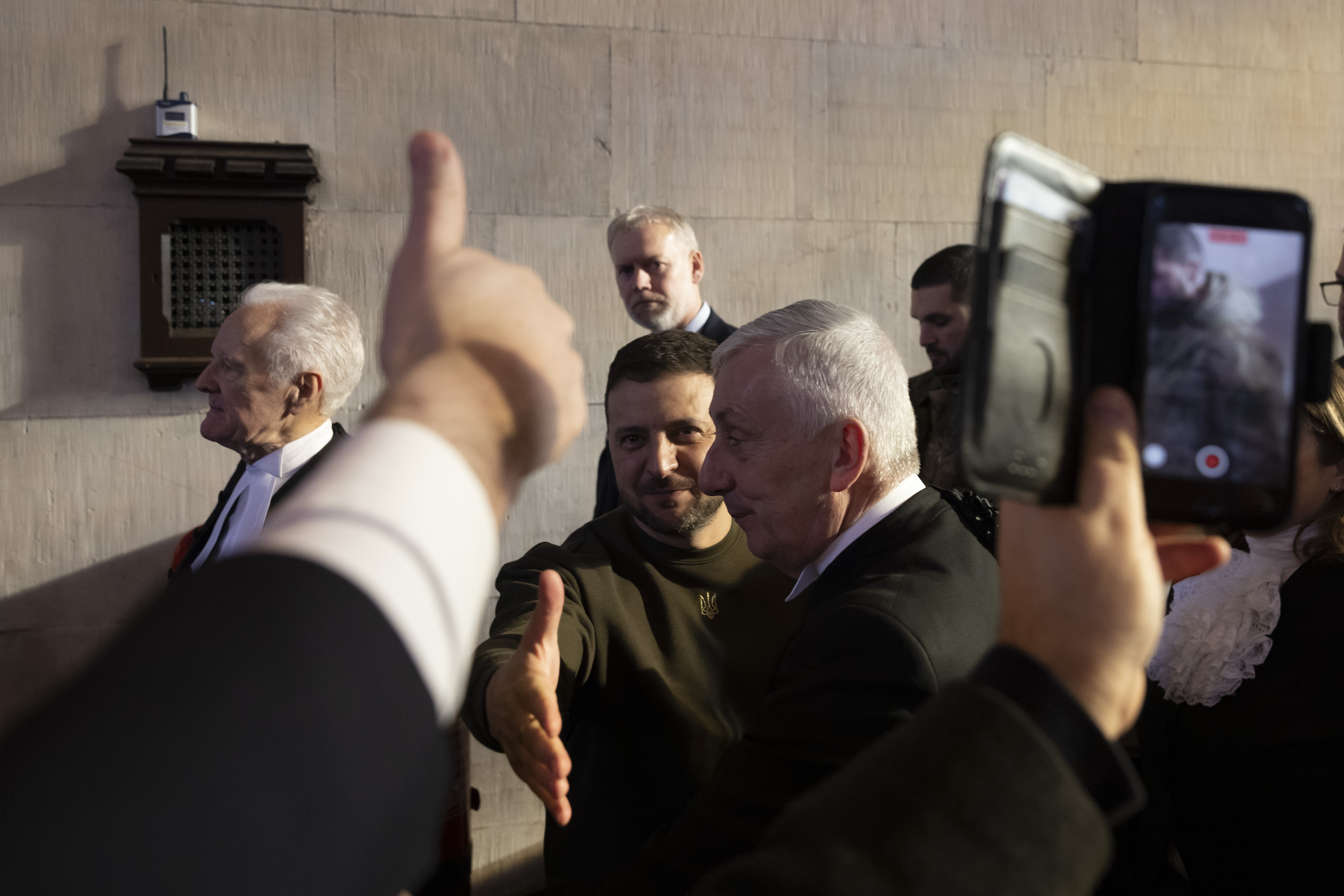
ウェストミンスター会堂に向かうゼレンスキー大統領
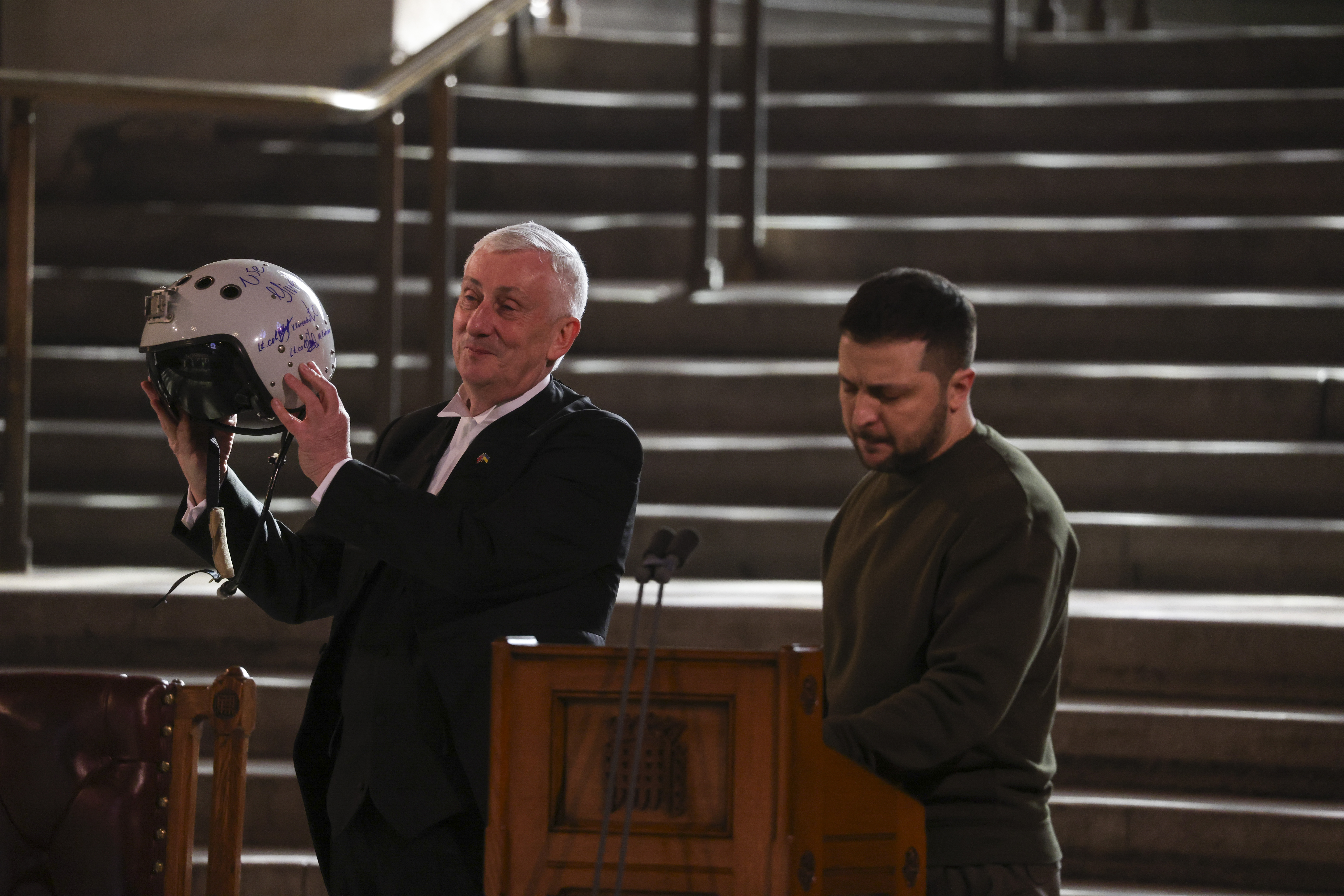
下院議員の前で演説を行うゼレンスキー大統領
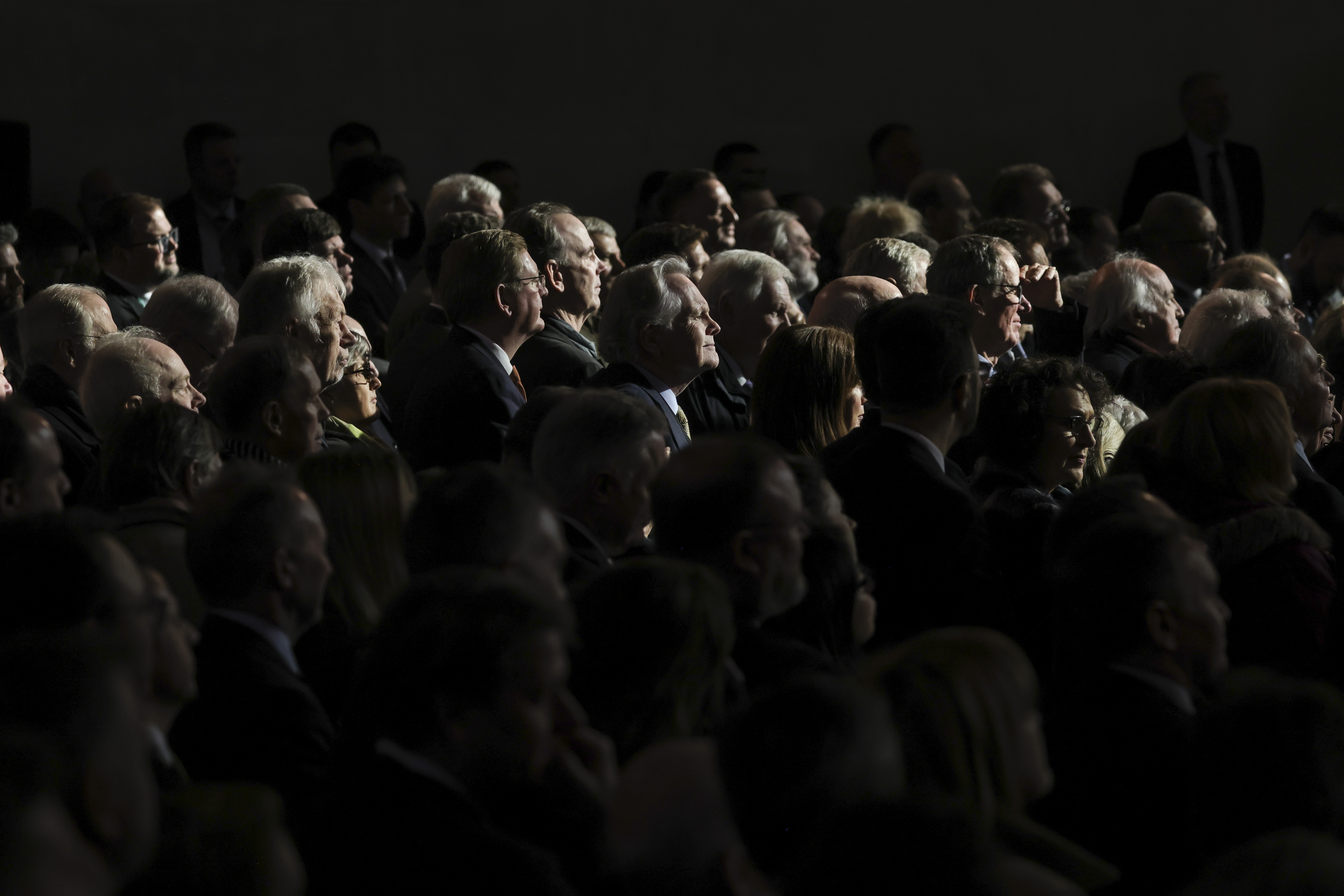
演説に耳を傾けるイギリス議会下院議員
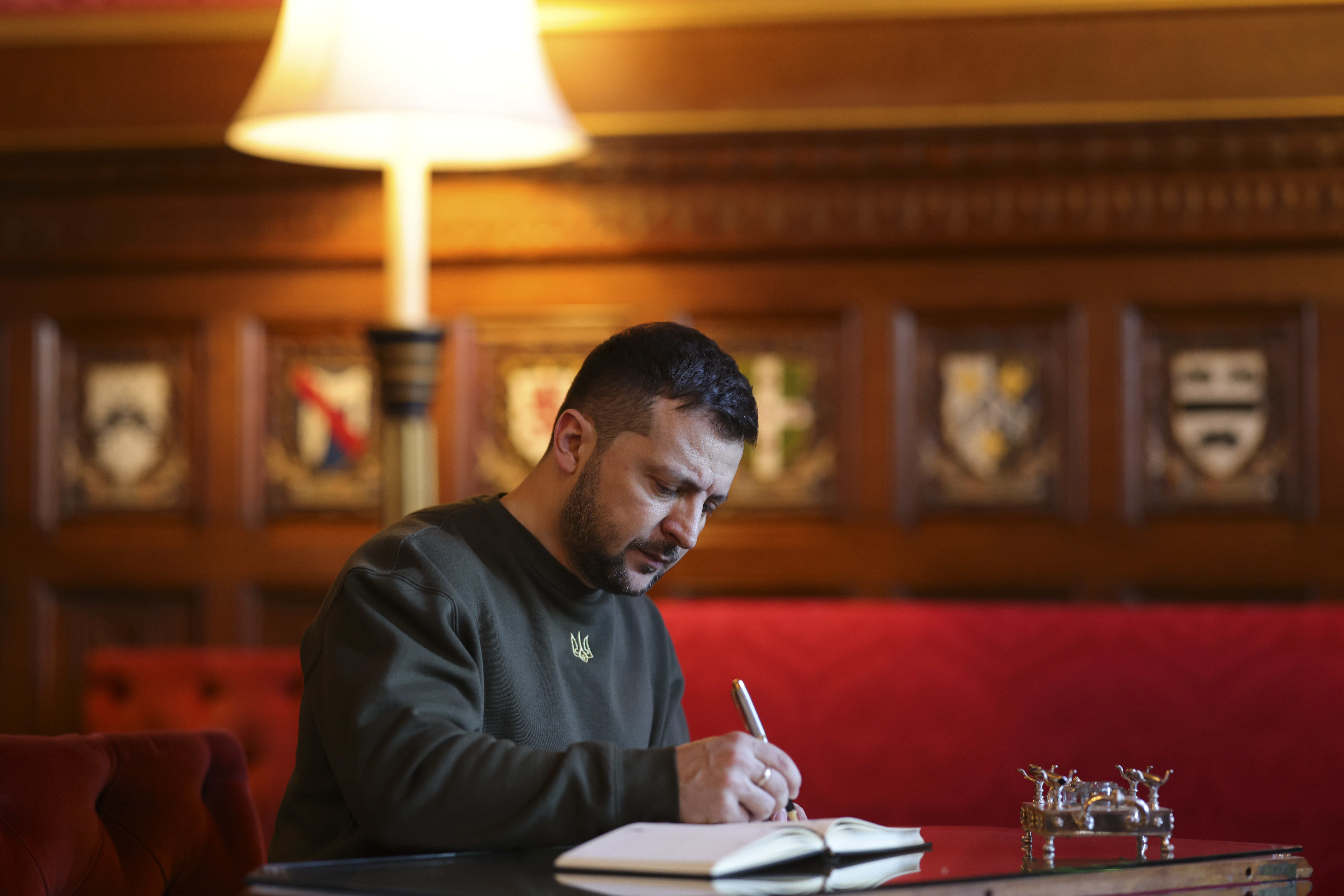
ウェストミンスター宮殿で署名を行うゼレンスキー大統領